# Департамент гражданской авиации Гонконга

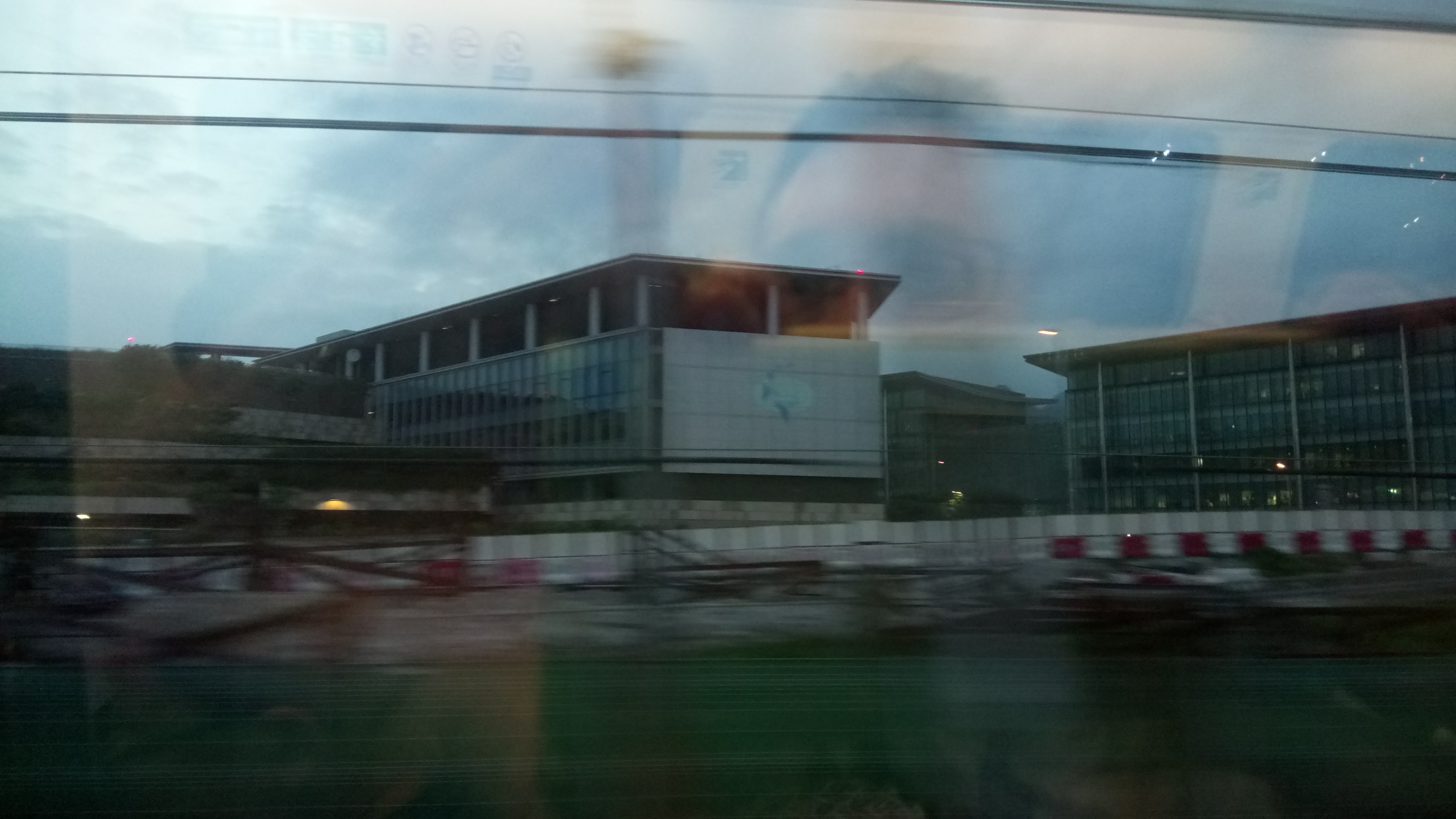
head office

Департамент гражданской авиации Гонконга несет ответственность за обеспечение воздушного движения на всех самолетах, действующих на Специальном административном районе Гонконг, и за предоставление полетной информации. Оно подотчетно Правительственному бюро транспорта и жилищного строительства Гонконга. Нынешним министром гражданской авиации является Норман Ло.
Отдел по расследованию авиационных происшествий министерства расследует авиационные происшествия и инциденты.
Во время британского правления, департамент не являлось подразделением гражданской авиации Великобритании. Начиная с 1997 года, департамент сохраняет независимость от Администрации гражданской авиации Китая, хотя последняя имеет власть над воздушным пространством Гонконга.